# Wildernisgebied Pulju
Het wildernisgebied Pulju (Fins: Puljun erämaa-alue) ligt in het noordwesten van Finland, op het grondgebied van de gemeenten Enontekiö en Kittilä, die deel uitmaken van de regio en provincie Lapland.
Het gebied is 614 km² groot en wordt van noord naar zuid doorsneden door de weg die Nunnanen, gelegen aan rijksweg 956, met Pulju verbindt. Het wildernisgebied raakt aan het wildernisgebied Pöyrisjärvi in het westen en aan het nationaal park Lemmenjoki in het oosten. De noordgrens van het gebied volgt de Noors-Finse grens. Aan de overzijde ligt het Noorse Nationaal park Anárjohka.
Bergen (fjelds) tot boven de 400 m zijn kenmerkend voor het noorden en westen van de wildernis. Tussen de fjelds liggen er in de valleien uitgestrekte moerasgebieden. De bronnen van de Ivalorivier liggen in het gebied van Pulju.
De trekker vindt er tijdens de zomer geen gemarkeerde paden en slechts drie hutten. Pulju is voornamelijk het domein van rendierherders en de lokale Samische bevolking.